# Villa Markelius, Danderyd

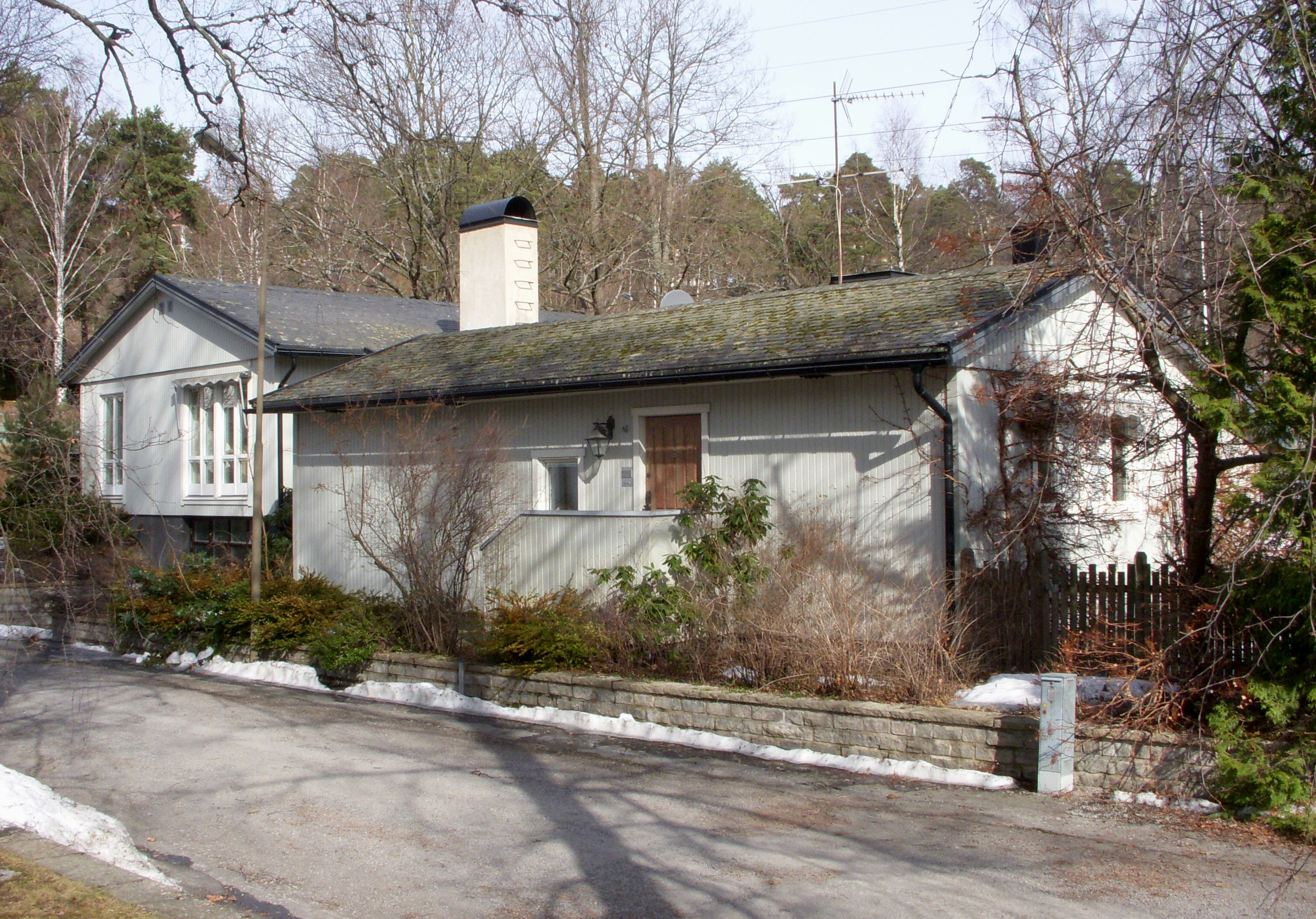
Villa Markelius, mars 2011.

Villa Markelius vid Kevinge strand 5A i Danderyds kommun, Stockholms län (även kallad Kevingevillan) var arkitekten Sven Markelius andra villa som han ritade 1945 åt sig och sin familj. Den första, Villa Markelius, Nockeby, som ligger på Grönviksvägen 133 i Nockeby/Bromma, ritade han 1930. 

## Bakgrund
I början av 1940-talet experimenterade Markelius med småhus byggda av standardiserade element. Drömmen om industriellt tillverkade småhus av hög kvalitet och till ett lågt pris hade han redan på 1920- och 1930-talen. Ett av de första praktiska exemplen blev hans egen villa i Danderyd, uppförd av storbyggmästaren Olle Engkvist som kände Markelius väl från tidigare samarbeten. Den 230 m² stora enplansvillan var ett montagebygge med prefabricerade träelement, som Markelius kallade "systemhuset" och som inte alls liknade den tidigare tunga betongvillan i extrem funkisstil i Bromma. 

## Villan och trädgården

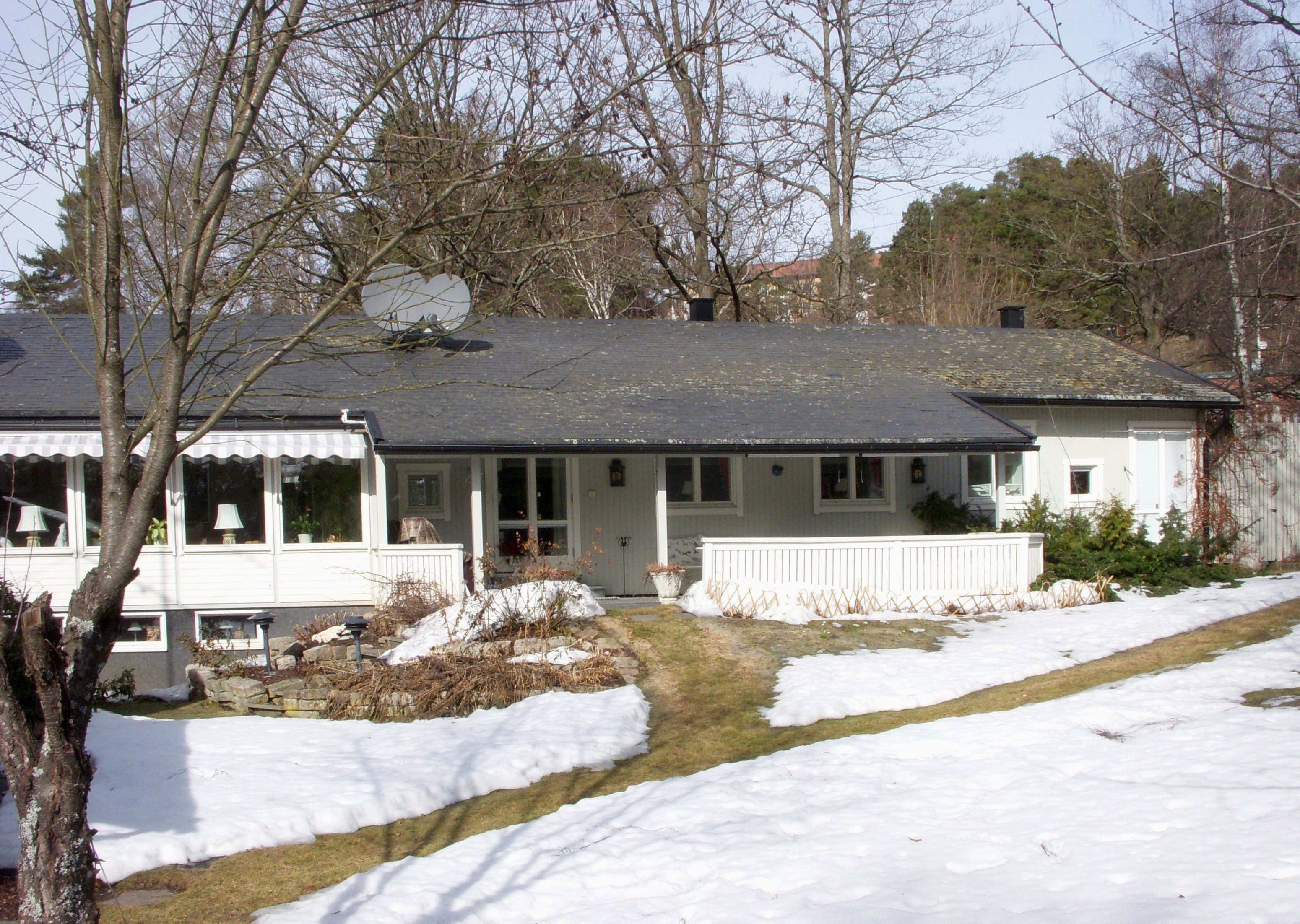
Trädgårdssidan, mars 2011.

Villan uppfördes på en strandnära tomt intill Edsviken. Det lätta trähuset placerade Markelius med ryggen mot gatan och maximalt åt norr så att så mycket som möjligt av tomten kunde tillvaratas för en stor trädgård. Villan är byggd i vinkel med två huskroppar, förbundna genom en passage. Byggnaden präglades av gott hantverk, funktionell och ekonomisk planlösning och omsorgsfull anpassning till tomtens naturliga förutsättningar. Funktionalisten Markelius skapade här ett enbostadshus i "mogen funktionalism", som hade vuxit fram i de skandinaviska länderna på 1940-talet.
I bostadsdelen  fanns vardagsrum, kök, grovkök, bad, fem sovrum och ett rum för hembiträde. I arbetsdelen låg förutom arbetsrum även bibliotek och bastu. Bilen fick plats under en carport intill entrén. Stort internationellt intresse rönte trädgården, den var kuperad med berg i dagen, björkar, tallar och en liten plaskdamm. Det var en trädgård som hade naturen som förebild.
Fotografier av Kevingehuset med sin trädgård prydde många utländska arkitekturtidskrifter och blev symbolen för den svenska efterkrigsarkitekturen, The new Empiricism, Sweden’s latest style (Architectural Review). Huset blev till en regelrätt vallfartsort för utländska och inhemska arkitekter och förevisningsobjekt för några svenska företag. Bland gästerna fanns storheter som Le Corbusier och Patrick Abercrombie och de fick inte bara uppleva svensk natur utan även kräftkalas med efterföljande bad i dammen.
Idag är tomten delad, därför finns den ursprungliga stora trädgården inte längre kvar. Även villan har genomgått förändringar.

## Historiska bilder

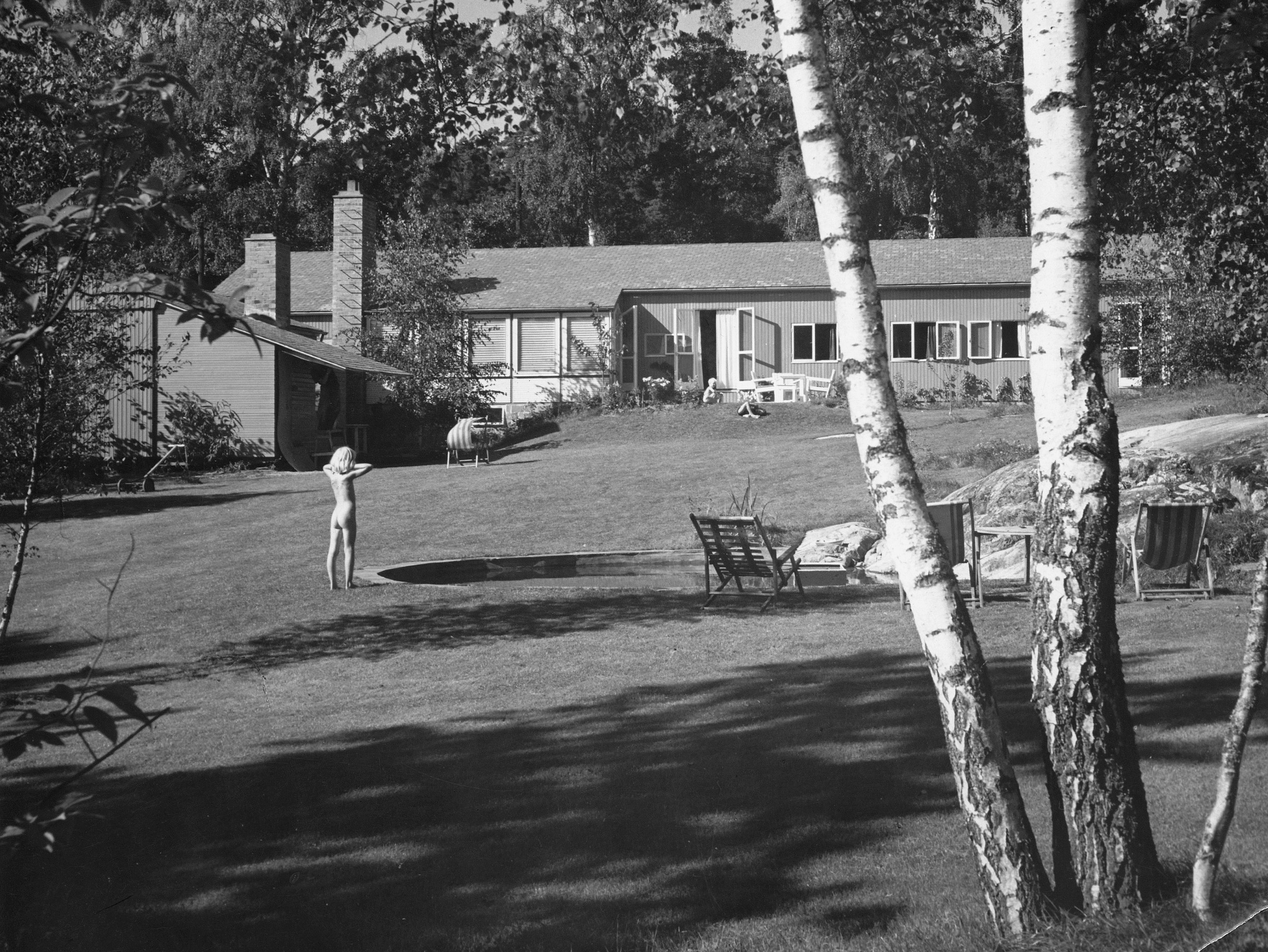
Villan och trädgården 1945.
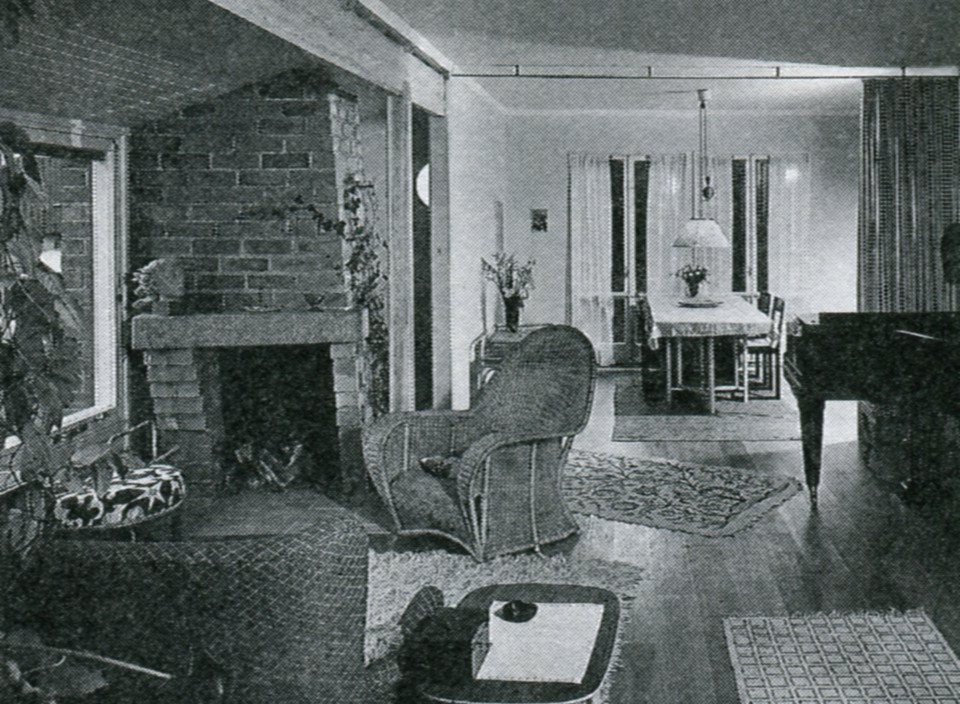
Interiören 1950-tal.
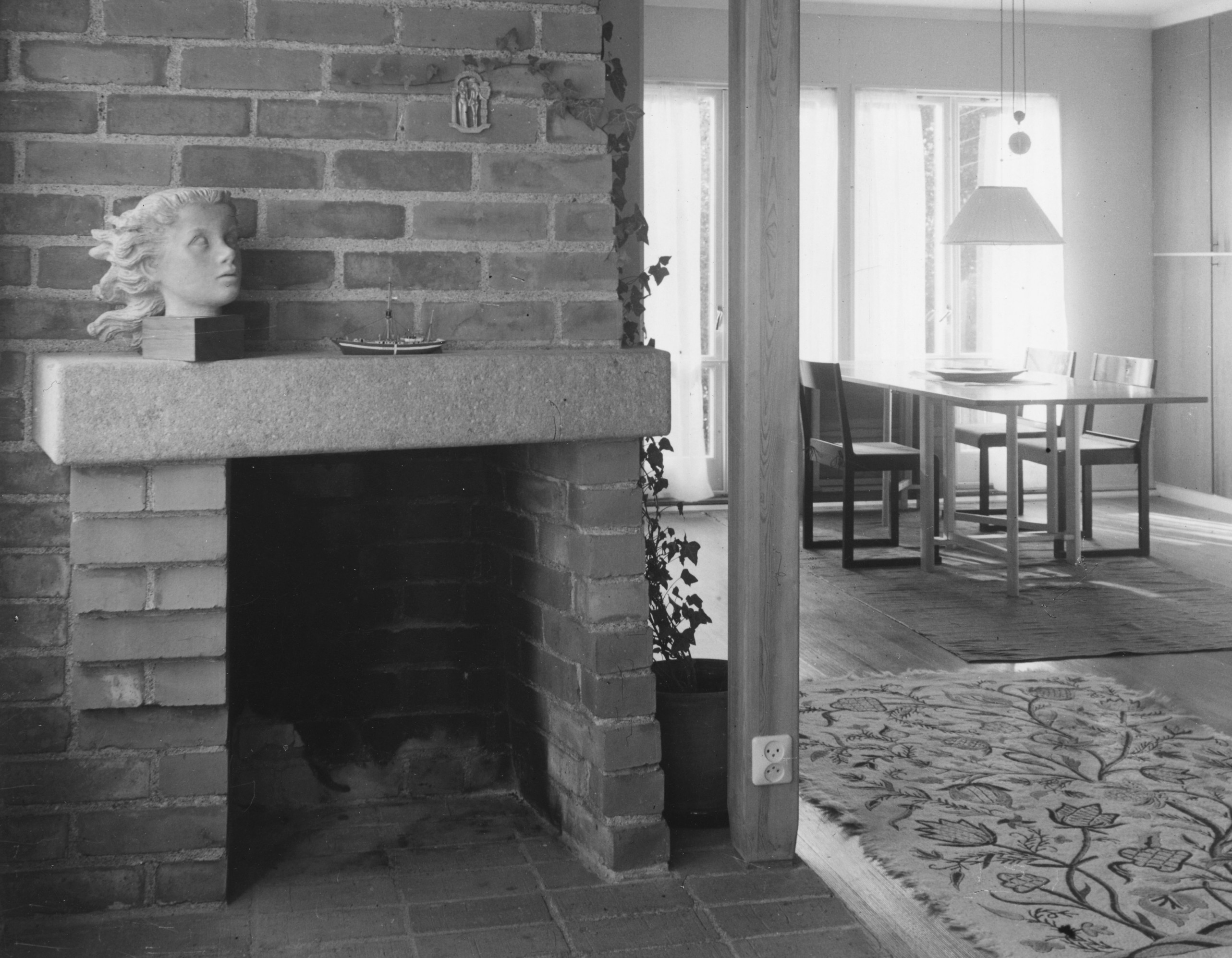
Interiören 1950-tal.
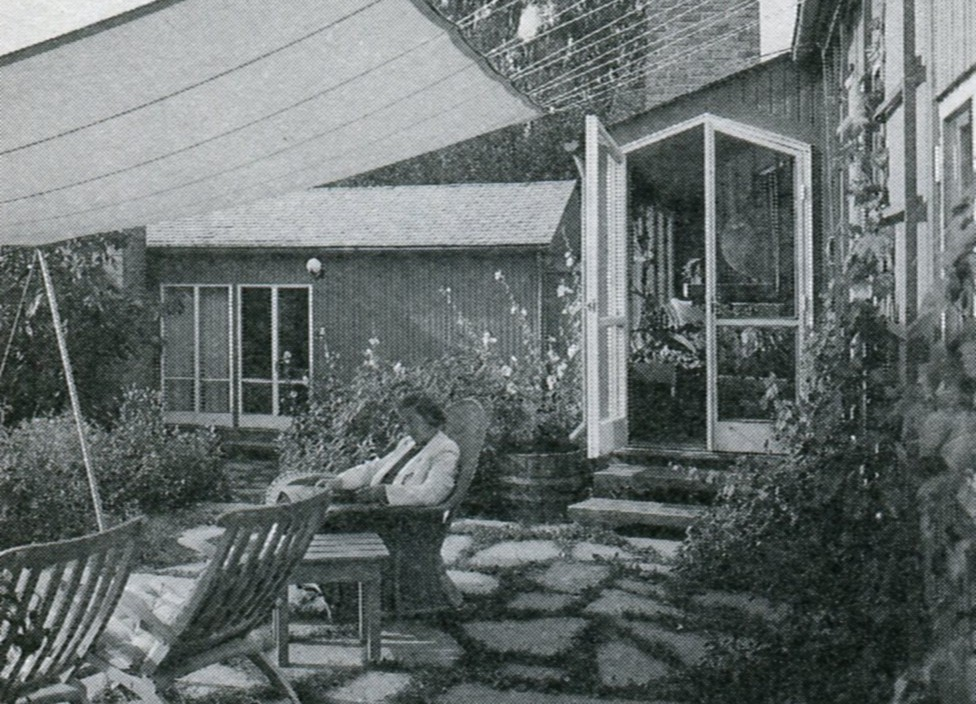
Terrassen 1950-tal.